# Bojan Neziri
Bojan Neziri (cirill betűkkel: Бојан Незири ; Szabács, 1982. február 26. –) szerb válogatott labdarúgó.

## Mérkőzései a szerbia és montenegrói válogatottban
| #  | Dátum              | Ellenfél  | Eredmény | Kiírás              | Esemény |
| -- | ------------------ | --------- | -------- | ------------------- | ------- |
| 1. | 2004. július 11.   | Szlovákia | 2 – 0    | Kirin-kupa          | 46'     |
| 2. | 2004. július 13.   | Japán     | 0 – 1    | Kirin-kupa          | 85'     |
| 3. | 2005. november 16. | Dél-Korea | 0 – 2    | barátságos mérkőzés | 46'     |